# Johannes Bänziger
Johannes Bänziger (* 15. April 1804 in Wolfhalden; † 26. November 1840 in Lutzenberg AR; heimatberechtigt ebenda) war ein Schweizer Textilunternehmer und Industrieller aus dem Kanton Appenzell Ausserrhoden.

## Leben
Johannes Bänziger war ein Sohn von Johannes Bänziger, Gemeinderat, und Elsbeth Hohl. Er besuchte die Bildungsanstalt Krüsi in Yverdon von circa 1819 bis 1823. Anschliessend absolvierte er eine  kaufmännische Lehre in St. Gallen. Mit Hilfe seiner Mutter gründete Bänziger in Lutzenberg ein eigenes Geschäft. Dieses zählte bald zu den angesehensten Stickerei-Fabrikations- und Exportfirmen. Im Stammhaus beschäftigten Weberei, Veredlung und Ausrüsterei circa 150 Mitarbeitende. In der Produktion der Stickereien arbeiteten zudem über 4000 Heimarbeitende in der Ostschweiz, Bayern, Vorarlberg und Tirol. In den 1830er Jahren gründete Bänziger in Höchst (Vorarlberg) eine Filiale. 1839 erhielt er an der Wiener Industrie-Ausstellung den 1. Preis und die Erlaubnis zur Verwendung des kaiserlich-österreichischen Adlers. Nach seinem Tod führten Bänzigers Schwester und ihr späterer Ehemann Johann Georg Euler die Firma weiter.